# Guillaume Faugues
Guillaume Faugues (* vor 1442 in Frankreich; † nach 1475) war ein franko-flämischer Komponist, Sänger und Kleriker der frühen Renaissance.

## Leben und Wirken
Vermutlich stammt Faugues aus der Normandie, nachdem der in Frankreich sonst ungewöhnliche Name dort öfter vorkommt. Genauere Lebensdaten konnten von den Musikhistorikern bisher nicht ermittelt werden. Der früheste dokumentarische Nachweis über ihn besagt, dass er sich im Jahr 1462 an der Sainte-Chapelle in Bourges aufhielt. Ab dem 24. Juni vertrat er für etwa drei Monate den magister puerorum (Meister der Chorknaben), Pierre Lambert. Zu den sechs Knaben, für die er Verantwortung trug, gehörte auch Philippe Basiron. In dieser Zeit hat Faugues vielleicht auch Johannes Ockeghem getroffen, als dieser sich im November 1462 in Bourges aufhielt. Etliche Jahre später, am 16. Juli 1471, hat das Kapitel der Saint-Chapelle versucht, ihn erneut anzuwerben, indem es wünschte, dass Faugues der Priester sich dem in Paris weilenden Schatzmeister der Kathedrale von Bourges vorstelle, um die Stelle des verstorbenen Kaplans Jean Ploton einzunehmen, hatte damit aber offenbar keinen Erfolg.
Weitere Informationen über den Komponisten ergeben sich aus der Verbreitung seiner Werke, aus der Erwähnung seiner Kompositionen in den Schriften von Musiktheoretikern sowie aus der Erwähnung in der Motette „Omnium bonorum plena“ (1468 oder 1471) von Loyset Compère, in welcher außer Faugues eine Reihe weiterer zeitgenössischer Tonschöpfer aufgezählt sind. Johannes Tinctoris, Komponist und Theoretiker, beschreibt in seinem Werk Opera theoretica seine besondere Hochschätzung Faugues’ mit folgendem lateinischen Satz: „non modo hominibus heroibusque verum etiam Diis immortalibus dignissima censenda sint“. Auch Franchino Gaffori erwähnt Faugues in seinem Tractatus practicabilium proportionum und nennt den korrekten Titel seiner Messe „Vinus“, der sonst nirgends richtig wiedergegeben wurde. Bis in die 1470er Jahre war Faugues’ Musik in Italien bekannt und beliebt, woraus sich auch sein Einfluss auf Johannes Martini und den italienischen Komponisten Serafinus ergibt; auch schließt der Musikwissenschaftler Christopher Reynolds (1995) daraus, dass Faugues dort länger gelebt hat. Auch könnte er mit dem Komponisten und Schreiber Guillelmus identisch sein, der in den 1450er und 1460er Jahren an St. Peter in Rom nachweisbar ist. Dieser wiederum ist vielleicht identisch mit dem Sänger Guillaume des Mares, der in Rom in den 1470er Jahren an St. Peter und an der Capella Sixtina wirkte. Dieser Guillaume des Mares war zuvor im Jahr 1464 an der Kathedrale in Évreux und als maître des enfants an der Kathedrale in Chartres tätig. Dass er mit Guillaume Faugues identisch ist, ist jedoch bisher nicht erwiesen.

## Bedeutung
Von Guillaume Faugues sind nur Messen überliefert, und diese basieren alle auf weltlichen Cantus-firmus-Melodien, die meistens in langen Notenwerten erklingen. Kontrapunktisch greift er auf viele Imitationstechniken zurück, einschließlich solcher, die zahlreiche rhythmisch-melodische Veränderungen mit sich bringen. Mit seinem Interesse an kanonischen Techniken liegt er auf einer Linie mit Johannes Ockeghem, besonders in den streng eingehaltenen Kanons seiner Messe „L’homme armé“. Typisch für Faugues ist der strukturelle Gebrauch von Wiederholungen: komplette Abschnitte werden von einem Satz in den anderen übernommen; z. B. wiederholt er in seiner Messe „L’homme armé“ das Kyrie II am Schluss von Gloria, Credo und Sanctus. Zwar haben auch Dufay, Josquin und Obrecht diese Methode benutzt, aber nicht so extensiv wie Faugues. Seine Messen sind alle sehr lang (1800 bis 2100 Mensuraltakte). Sein Prinzip, den Superius (oberste Stimme, Cantus firmus) der Vorlagen seiner Messen zu verwenden, führte später zum Kompositionsprinzip der Parodiemesse, z. B. bei Johannes Martini.

## Werke
Ausgabe der Werke von Guillaume Faugues: Institute of Medieval Music, Brooklyn, New York 1960
- Messen mit sicherer Autorschaft
  - Missa „Je suis en la mer“ zu vier Stimmen
  - Missa „La basse danse“ zu vier Stimmen
  - Missa „Le Serviteur“ zu vier Stimmen (vor 1462 entstanden)
  - Missa „L’homme armé“ zu vier Stimmen (in 2 Versionen überliefert)
  - Missa „Vinus vina Vinum“ zu vier Stimmen (vor 1472/73)
- Messen mit unsicherer Zuschreibung
  - Missa „Au chant de l’alouete“ (eher von einem Schüler oder Nachahmer Faugues’ als von ihm selbst)
  - Missa „Pour l’amour d’une“ zu drei Stimmen